# Malin Alfvén
Malin Eva Alfvén, ursprungligen Eva Petrini, född 7 juli 1947 i Maria Magdalena församling i Stockholm, död 11 december 2019, var en svensk barn- och föräldrapsykolog i Stockholm, författare och föreläsare som medverkat i tidningar och radio genom att svara på läsar- och lyssnarfrågor om barn och föräldraskap. Hon var värd i radioprogrammet Sommar i juni 2006.
Malin Alfvén mottog Stora psykologpriset 2011. Juryns motivering löd: "Malin Alfvén har, som den nominerande föräldern uttryckte sig, varit 'ett ljus i mörkret', både i samtal med egna patienter och för allmänheten via rådgivning i böcker, tidningar, radio och TV. Genom att hjälpa både barn och vuxna att förstå att man inte måste vara perfekt för att vara en god förälder har hon under sina trettio år som verksam psykolog vågat utmana vårt samhälles attityder till föräldrarollen.”
Hon var från 1969 gift med barnläkaren Gösta Alfvén (född 1941), med vilken hon fick fyra barn, däribland skådespelaren Johannes Alfvén (född 1979) och Tobias Alfvén ordförande för svenska läkaresällskapet.